# Химнехилда
Химнехилда (Chimnechild, Chimnechilde) е кралица на франките в Австразия.

## Биография
Химнехилда произлиза от Бургундия. Тя се омъжва след 646 г. за франкския крал Сигиберт III (под-крал на Австразия 630 – 656) от Меровингите. Сигиберт III, понеже няма деца дълги години, синовява Хилдеберт Осиновения (Childebertus adoptivus), син на майордом Гримоалд.
Химнехилда ражда по-късно на Сигиберт III две деца:
- Дагоберт II (* 652; † 679), наследник на трона
- Билхилда († 675), която 662 г. се омъжва за братовчед си Хилдерих II.

Тя е опекун и регентка до 662 г. на бъдещия си зет Хилдерих II